# La ventanita
La ventanita es una canción interpretada por la agrupación musical mexicana Garibaldi, incluida originalmente en su cuarto álbum de estudio Caribe (1994). Esta canción fue lanzada como el primer sencillo oficial del disco por su disocgrafica Cargo Music Entertainment y es una de las más exitosas de la agrupación ya que se situó en los primeros lugares de las listas de popularidad de la radio mexicana.

## Otros datos
Esta canción es considerada un clásico en la música pop mexicana y latinoamericana de igual forma junto con otros éxitos noventeros de esa época.
En 2022 la canción formó parte la gira musical 90's Pop Tour junto con otros de sus más grandes éxitos musicales, compartiendo escenario con otras bandas más como OV7, Magneto, Kabah y otros artistas musicales.

## Lista de canciones

### CD - Single[8]
| La ventanita — Single |                |          |  |
| N.º                   | Título         | Duración |  |
| 1.                    | «La ventanita» | 4:10     |  |
| 2.                    | «Marta Elena»  | 3:58     |  |

## Video musical
Fue grabado y lanzado en 1994. Se muestra a los integrantes en una varias escenografías (una en un condomonio y la otra en la playa) donde hacen y bailan coreografías improvisadas de una manera muy divertida y épica. 